# 福格高地
72°45′S 60°50′W / 72.750°S 60.833°W
福格高地（Fogg Highland），是南極洲的高地，位於帕爾默地的巴萊克海岸，長37公里、寬19公里，北面是維奧蘭特灣，南面是克洛斯冰川，現時由南極條約體系管理。